# Beaulieu-sur-Mer
 Beaulieu-sur-Mer  (literalmente Bello lugar sobre el mar, cuyo nombre originario en italiano es Belluogo) es una población y comuna francesa, en la región de Provenza-Alpes-Costa Azul, departamento de Alpes Marítimos, en el distrito de Niza y cantón de Beausoleil.

## Demografía
| 3290 | 4050 | 4273 | 4302 | 4013 | 3675 |
| Para los censos de 1962 a 1999 la población legal corresponde a la población sin duplicidades (Fuente: INSEE [Consultar]) |      |      |      |      |      |